# 姜以式
姜 以式（きょう いしき、カン・イシク、朝鮮語: 강이식、生没年不詳）は、高句麗の嬰陽王時代の将軍。晋州姜氏の始祖。

## 人物
姜氏は、中国の三皇五帝の一人である炎帝神農氏姜石年に起源をもつ。203年に蜀漢の大将軍・姜維が平襄侯に封じられ、その子孫が天水郡に定住する。その後、平襄侯の子孫たちがいつ朝鮮半島に帰化して定着したのかは詳らかではないが、五胡十六国時代の混乱期に朝鮮半島に移住したものと推定される。598年に隋が高句麗を進軍するために軍隊を動かすと、これに対抗し姜以式が兵馬元帥になって5万の精兵を率いて出場した。大兵力を率いる隋の遼西総管・韋沖に敗れ後退した。これに際して隋の高祖楊堅が楊諒に30万の大軍を与え山海関に出征して周羅睺に水軍を委ねた。周羅睺は水軍を率いて平壌に進撃するという噂を流したが、姜以式はその罠を看破して要所に向かう水軍を迎撃した。その後も砦を守りながら持久戦を繰り広げた隋軍であったが体制が崩れ、更には梅雨のために伝染病が流行し、そこを姜以式が追撃して殲滅したとされる。
姜以式の生前の言行について記録が残っているのは以上の故事にまつわるものに限られており、これ以上の彼個人の生涯については不明である。

## 遺跡
墓地は中国瀋陽奉吉線元帥林駅の前にあると言われている。文化大革命当時大きく毀損され、今では台座だけが残っている。慶尚南道晋州市上鳳洞の鳳山社に遺影が祀られている。毎年旧暦3月10日に彼を祀る。

## 登場作品
- 『淵蓋蘇文』（KBS、2006年〜2007年、俳優：キム・シウォン）